# Wilhelm VII. (Aquitanien)
Wilhelm VII.  (getauft als Peter), genannt der Adler (Guillaume l’Aigret) oder der Kühne (le Hardi), (* 1023; † Herbst 1058) aus der Familie der Ramnulfiden war Herzog von Aquitanien und (als Wilhelm V.) Graf von Poitou von 1039 bis zu seinem Tod. Er war der Nachfolger seines Halbbruders Odo.
Wilhelm war der dritte Sohn des Herzogs Wilhelm V., der älteste aus dessen dritter Ehe mit Agnes von Burgund. Er war der Schwager des Kaisers Heinrich III., da dieser mit Wilhelms Schwester Agnes von Poitou verheiratet war.
Da Gottfried II. Martel, Graf von Anjou, seit 1032 zweiter Gatte von Wilhelms Mutter Agnes, sich nach seiner Scheidung von dieser (1049/52) weigerte, Wilhelm die Gebiete zurückzugeben, die ihr als Morgengabe zugestanden waren, griff Wilhelm zu den Waffen. Er belagerte Saumur, wo er 1058 an Dysenterie (Ruhr) starb.
Er war mit Ermesinde verheiratet, einer Frau, deren Herkunft in der Forschung umstritten ist (siehe hierzu: Adalbert (Lothringen)). Wilhelm und Ermesinde hatten wohl zwei Töchter:
Clementia, die Konrad I., Graf von Luxemburg, heiratete, und vermutlich Agnes, die erst Ramiro I. König von Aragón, später Graf Peter I. von Savoyen heiratete.